# Хінотега (департамент)
Хіноте́га (ісп. Jinotega) — один з департаментів Нікарагуа.

## Географія
Департамент знаходиться в північній частині Нікарагуа. Площа департаменту становить 9222,40 км², що робить його першим за площею департаментом країни (не враховуючи автономних регіонів). Чисельність населення становить 417 372 осіб (перепис 2012 року). Щільність населення — 45,26 чол./км². Адміністративний центр — місто Хінотега.
Межує на південному заході з департаментами Нуева-Сеговія, Мадрис і Естелі, на півдні з департаментом Матагальпа, на сході з Північним Атлантичним регіоном, на північному заході з Гондурасом (по річці Ріо-Коко).

## Історія
В історії Нікарагуа місто Сан-Рафаель-дель-Норте відіграло особливу роль. У ньому в 1920—1930-ті роки була штаб-квартира армії генерала Сандіно, національного героя Нікарагуа.

## Адміністративний поділ
В адміністративному відношенні територія департаменту Хінотега підрозділяється на 8 муніципалітетів:
1. Вівілі
2. Ла-Конкордія
3. Сан-Рафаель-дель-Норте
4. Сан-Себастьян-де-Ялі
5. Сан-Хосе-де-Бокай
6. Санта-Марія-де-Пантасма
7. Хінотега
8. Ель-Куа